# WarnerMedia
WarnerMedia, LLC (NYSE TWX) (denominada AOL-Time Warner entre 2001 i 2003 quan la fusió de America On line i Time Warner) va ser un conglomerat estatunidenc d'empreses creat el 10 de gener de 1990. Era una companyia dedicada a la comunicació, amb divisions dedicades a Internet, a la publicació, televisió i a les telecomunicacions.
Malgrat l'escissió de Time Inc. el 2014, l'empresa va conservar el nom de Time-Warner des de 1990, esdevenint també Time Warner el 2003, fins al 2018. El 2018, després de l'adquisició de Time Warner per AT&T, l'empresa va passar a anomenar-se Warner Media.
El 22 d'octubre de 2016, AT&T va anunciar oficialment que tenia la intenció d'adquirir Time Warner per 85.400 milions de dòlars (incloent el deute assumit de Time Warner), valorant la companyia en 107,50 dòlars per acció. The proposed merger was confirmed on June 12, 2018, després que AT&T guanyés una llei antimonopoli que el Departament de Justícia dels Estats Units va presentar el 2017 per intentar bloquejar l'adquisició, i es va completar dos dies després, quan l'empresa es va convertir en una subsidiària d'AT&T. El nom actual de l'empresa es va adoptar un dia després. Sota AT&T, l'empresa va passar a llançar un servei de reproducció en línia construït al voltant de la companyia de contingut, conegut com a HBO Max. WarnerMedia va replegar les xarxes basades en entreteniment de Turner sota una unitat paraigua singular el 10 d'agost de 2020, mitjançant una consolidació dels actius de WarnerMedia Entertainment i Warner Bros. Entertainment en una nova unitat, WarnerMedia Studios & Networks Group. El 17 de maig de 2021, gairebé tres anys després de l'adquisició, AT&T va decidir deixar el negoci de l'entreteniment i va anunciar que havia proposat renunciar a la seva propietat de WarnerMedia i fusionar-la amb Discovery, Inc. per formar una nova empresa que cotitza en borsa, Warner Bros. Discovery. L'acord es va tancar el 8 d'abril de 2022.
Els actius anteriors de l'empresa incloïen Time Inc., TW Telecom, AOL, Time Warner Cable, AOL Time Warner Book Group i Warner Music Group; aquestes operacions es van vendre a altres o es van separar com a empreses independents. L'empresa va ocupar el lloc 98 a la llista Fortune 500 de 2018 de les corporacions més grans dels Estats Units per ingressos totals.

## Història
Creada el 1990, la companyia va sorgir de la fusió de Time Inc. i Warner Communications. Posteriorment adquiriria a Ted Turner el grup Turner Broadcasting System a l'octubre de 1996.

### Fusió amb AOL
El 2001 una nova companyia va sorgir de la fusió amb AOL, denominant-se a partir de llavors AOL Time Warner. La suma de l'operació va superar els US$100.000 milions. El gestor d'aquesta operació va ser Steve Case, fundador de AOL.

## Negoci
Les següents empreses formaven part de Time Warner: 
- CNN, canal de notícies de difusió mundial.
- HBO, Cinemax, TCM, TBS Superstation, TNT, Cartoon Network, canals de cable.
- WB Television Network, xarxa de canals de televisió que emet per tot EUA
- America On line, companyia dedicada a Internet.
- Time Warner Cable, companyia de cable que opera en 28 estats dels EUA
- Time Warner Book Group, grup editorial.
- TIME, revista de publicació setmanal.
- People, revista dedicada al món de les celebritats i la cultura popular.
- Sports Illustrated, revista d'esports.
- Revista MAD, revista d'humor.
- Fortune, Money Magazine, revistes dedicades al món dels diners i les finances.
- Warner Bros i New Line Cinema, estudis de cinema.
- Castle Rock Entertainment, una productora de cinema.
- Atlanta Braves, un equip de Beisbol
- DC Comics, editorial de còmics.
- Rhino Entertainment
- Turner Entertainment, posseïdora dels drets d'estudis de cinema com MGM, RKO i Warner Bros.
- Turner Broadcasting System, responsable d'administrar diverses cadenes de cable del grup.